# Planets
Planets je treci album sastava Adema a prvi gdje umjesto Marka Chaveza pjeva Luke Caraccioli. Objavljen je 5. travnja 2005. Album se na Billboard 200 popeo samo na 152. mjesto prije nego sto je poceo da pada. S albuma su objavljena dva singla: Tornado i istoimena pjesma albuma Planets, koja se poslije nalazila na soundtracku filma Cry Wolf. Ovo je bio prvi i jedini album s pjevacom Luke Caraccioliom, koji je sastav napustio 25. listopada 2005. radi "osobnih diferencija".

## Popis pjesama
1. Shoot The Arrows (4:27)
2. Barricades In Time (4:18)
3. Tornado (3:49)
4. Sevenfold (5:06)
5. Planets (3:58)
6. Enter The Cage (4:04)
7. Remember (5:31)
8. Chel (3:42)
9. Until Now (3:47)
10. Rise Above (5:02)
11. Bad Triangle (feat. Rio Life) (4:00)
12. Better Living Through Chemistry (4:52)
13. Refusing Consciousness (3:24)
14. Lift Us Up (5:23)
15. Vikraphone (3:48)
16. Estrellas (7:41) - (skrivna pjesma - Metallica cover "The Thing That Should Not Be")

Na internacionalnoj ediciji albuma se ne nalaze pjesme Bad Triangle i Lift Us Up a ni skrivena pjesma.

## Singlovi
- Tornado
- Planets